# Saint-Étienne-des-Champs
Saint-Étienne-des-Champs är en kommun i departementet Puy-de-Dôme i regionen Auvergne-Rhône-Alpes i centrala Frankrike. Kommunen ligger i kantonen Pontaumur som tillhör arrondissementet Riom. År 2022 hade Saint-Étienne-des-Champs 126 invånare.

## Befolkningsutveckling
Antalet invånare i kommunen Saint-Étienne-des-Champs
| Referens: INSEE |